# تیپتن (میزوری)
تیپتن (به انگلیسی: Tipton) یک شهر در ایالات متحده آمریکا است که در Moniteau County واقع شده‌است. تیپتن ۵٫۴۶ کیلومتر مربع مساحت و ۳٬۲۶۲ نفر جمعیت دارد و ۲۸۲ متر بالاتر از سطح دریا واقع شده‌است.